# 大坪由佳
大坪 由佳（おおつぼ ゆか、1993年6月11日 - ）は、日本の女性声優、歌手。千葉県出身。EARLY WING所属。

## 経歴
クラーク記念国際高等学校声優コース卒業。
声優を目指したきっかけは、小学6年生の時にアニメ『はっぴぃセブン 〜ざ・テレビまんが〜』を観た際、人間ドラマなどの話の深さに感動し、また同時に、声だけで感動を与えられる声優という職業に憧れを抱いたことによる。その後、声優業の内容を調べていくにつれ、歌手活動やラジオパーソナリティ等、アニメのみに留まらない幅広い活動内容に魅力を感じ、はっきりと声優を目指すようになった。当初は家族と共にゴールデンタイム帯の作品を見る程度のアニメとの関わりだったが、病気で日中寝込んだ際、逆に夜間目が冴え、ふと付けたテレビで先述の『はっぴぃセブン』の放映を見たのをきっかけにアニメへの興味が増し、以後、多くの作品を視聴するようになった。
アニメデビュー作であり、数々のイベントに出演するきっかけとなった『ゆるゆり』歳納京子役に対しての愛着が強く、自身のサインには京子が着用しているリボンを模した意匠をあしらっており、「（声優としての）自分の原点が京子であることを忘れないようにそのようなデザインにした」と語っている。また、七森中☆ごらく部の一員として参加した『ゆるゆりライブイベント・七森中♪りさいたる』でのキャスト挨拶において、「（自分が）歳納京子役の大坪由佳ですと言えるのが本当に幸せです」と語り号泣するシーンも見られた。
クラーク記念国際高等学校を卒業の際、在学中に『ゆるゆり』にてアニメデビューを果たしたことが評価され、同校で最も優秀な功績を残した生徒に贈られる「三浦校長エベレスト登頂記念賞」を受賞した。また、卒業後の2012年4月にはEARLY WING準所属から正式所属となった。
2013年3月2日に発表された第7回声優アワードにて、「後ろから這いより隊G」の一員として、阿澄佳奈、松来未祐と共に歌唱賞を受賞。
2014年には、クリエーターのゆうゆと共に音楽ユニット「smileY inc.」を結成し、同年8月27日に「花雪」でデビュー。
2020年10月31日、所属事務所のウェブサイトにて29歳の一般男性と入籍したことを報告。ウェブサイトには大坪の兄、父母からのコメントも掲載された。
2022年末より体調を崩しやすくなっており、2023年1月13日、所属事務所のウェブサイトで、今後の活動を一部制限することが発表された。同年9月18日、同ウェブサイトにて、体調不良・活動一部制限の理由が双胎妊娠によるものだったことを明かし、8月に第1子・第2子となる一卵性の双子の男児を出産したことを報告した。

## 人物
尊敬する声優の一人として中原麻衣を、一番好きな漫画には『ARIA』、および、自身も出演する『ゆるゆり』をそれぞれ挙げている。もし生まれ変われるならどの漫画のキャラクターになりたいか?という質問に対しては『シャーマンキングの恐山アンナ』と答えている。アニメのキャラクターでは、ピンク髪やボブカット、メガネっ娘を好み、好きなキャラクターとしてイナズマイレブンの音無春奈を挙げている。
小学校ではバスケットボール部と陸上部を掛け持ちして活動していた。中学に進級した際に陸上部に入ろうと思っていたが存在せず、生徒会に入り副会長を務めた。高校ではダンス部に所属していたという。
趣味の一つとして、サッカー観戦を挙げている。好きな選手は、ハビエル・エルナンデス。
好きな本はアランの『幸福論』など名言もの、格言もの。
座右の銘は、父がよく言っていたという「出る杭は打たれるけど、へこまなきゃいい」。
2014年時点で「これからの10年で挑戦してみたいことは？」というこれからの目標についての質問に対しては「声優としては子供向けアニメや吹き替え映画などに出演すること」と答えている。
高校生の時に、漢字検定、文書処理能力検定、スキー検定、秘書検定などの資格を取得している。

## 愛称
愛称の一つ「JKバウム」は『ゆるゆり』で共演したメンバーから「バウムクーヘン好きの女子高生」をもじって名付けられたもの。ニコニコ生放送「緊急生放送!七森中☆ごらく部打ち上げ会場!」より、大坪のあだ名を決めるトークテーマで津田美波が提示したフリップ解答が初出。高校卒業後は同様に「女子大生」のもじりで「JDバウム」、また単に「バウム」とも。
元々シフォンケーキの土台のスポンジ部分が好きだったところ、土台部分だけを思う存分食べたいという願望から、代替策として、バウムクーヘンに手を出したところ、目論見通り嗜好にマッチングし、以後愛好するようになった。バウムクーヘン好きが高じて、中学生の時にドイツに2週間ホームステイしたことがある。
その他、大橋彩香などからは「つぼっち」、阿澄佳奈と松来未祐からは「ボンちゃん」、内田真礼からは「ゆーちゃん」、佐倉綾音からは「大坪」の「お」を取って「おっちゃん」、喜多村英梨からは「坪氏」、smileY inc.として出演するときや、アイドルマスター シンデレラガールズのキャストからは「社長」と呼ばれている。

## 出演
太字はメインキャラクター。

### テレビアニメ
2011年
- ゆるゆり（2011年 - 2015年、歳納京子） - 4シリーズ

2012年
- さくら荘のペットな彼女（中野乙羽）
- しろくまカフェ（ヤマアラシファンクラブ）
- 好きっていいなよ。（女子生徒）
- 這いよれ! ニャル子さん（2012年 - 2013年、暮井珠緒、万太ッ君、ヌトセ＝カームブル） - 2シリーズ
- プリティーリズム・ディアマイフューチャー（夢美）

2013年
- あいまいみー（2013年 - 2017年、蛯原愛、マカロンちゃんタイトルコール、女の子A、トマティーナの人々、観客たち、遺族女性A、17番 / ナナさん、闇堕ち愛） - 3シリーズ
- 俺の彼女と幼なじみが修羅場すぎる（赤野メイ、女子生徒A、女性スタッフ）
- 世界でいちばん強くなりたい!（菅野七海）
- ビビッドレッド・オペレーション（三枝わかば）
- ふたりはミルキィホームズ（白怪盗）

2014年
- 悪魔のリドル（番場真昼 / 番場真夜、番場真昼の人形）
- 犬神さんと猫山さん（柊木秋）
- Wake Up, Girls!（2014年 - 2017年、岩崎志保） - 2シリーズ
- GO!GO!575（正岡小豆）
- のうりん（鈴木燈〈バイオ鈴木〉）
- ハナヤマタ（西御門多美）
- モモキュンソード（天女隊 花梨）

2015年
- アイドルマスター シンデレラガールズ（三村かな子） - 2シリーズ
- 艦隊これくしょん -艦これ-（北上、大井）
- 不思議なソメラちゃん（女子高生A、メヌースー、宮本まあり）

2016年
- 灼熱の卓球娘（田口たんぽぽ、羽無公子）
- ツキウタ。 THE ANIMATION（元宮祭莉）
- ハンドレッド（レイティア・サンテミリオン）

2017年
- チェインクロニクル 〜ヘクセイタスの閃〜（ロロ）
- セイレン（宇野小春）
- 恋愛暴君（椎名茉莉）
- アイドルマスター シンデレラガールズ劇場（2017年 - 2019年、三村かな子） - 4シリーズ
- つぐもも（美砂みさこ、越坂部ゆう）
- 王様ゲーム The Animation（城川真美）
- おそ松さん（ナナミ、子供）

2018年
- citrus（まなみ）
- ウマ娘 プリティーダービー（タイキシャトル）
- Caligula -カリギュラ-（ソーン / 棗飛鳥）
- 深夜!天才バカボン（受付嬢）

2019年
- なんでここに先生が!?（松風さや）

2020年
- プリンセスコネクト!Re:Dive（2020年 - 2022年、シノブ） - 2シリーズ
- 八男って、それはないでしょう!（オスカー）
- うまよん（タイキシャトル）

2021年
- オルタンシア・サーガ（ベルナデッタ・オーベル / テレジア）
- トロピカル〜ジュ!プリキュア（2021年 - 2022年、角田正美）

2022年
- ドールズフロントライン（イントゥルーダー）
- シャドウバースF（2022年 - 2024年、美鬼シノブ）
- ピーター・グリルと賢者の時間 Super Extra（雌ゴブリンたち、セルロース）

2023年
- 「艦これ」いつかあの海で（伊勢、日向、北上、Washington）

### 劇場アニメ
- Wake Up, Girls!シリーズ（2014年 - 2015年、岩崎志保[39]） - 3作品[一覧 8]
- 劇場版 艦これ[58]（2016年、北上、大井、古鷹、加古）
- 薄暮（2019年、岡村さん）
- 大室家 dear sisters（2024年、歳納京子）

### OVA
- ツブ★ドル（2014年、鵜野森かえで[59]）
- 悪魔のリドル 第十三問（2014年、番場真昼 / 番場真夜）
- ゆるゆり なちゅやちゅみ!（2014年、歳納京子[60]）
- 這いよれ! ニャル子さんF（2015年、暮井珠緒[61]）
- ウマ娘 プリティーダービー BNWの誓い（2018年、タイキシャトル）
- ゆるゆり、（2019年、歳納京子）
- うまよん（2021年、タイキシャトル） - Blu-ray BOX新作ショートアニメ

### Webアニメ
- 中二病でも恋がしたい! Lite（2012年 - 2014年、ミカちゃん） - 2シリーズ[一覧 9]
- みにゆり（2019年、歳納京子[62]）
- アイドルマスター シンデレラガールズ劇場 Extra Stage（2020年、三村かな子）
- CINDERELLA GIRLS 10th Anniversary Celebration Animation ETERNITY MEMORIES（2022年、三村かな子）

### ゲーム
2011年
- 蒼空のフロンティア

2012年
- アイログ（安藤瞳）
- ガールフレンド（仮）（掛井園美）
- 桃色大戦ぱいろん+（小鳥遊ななか、奈仔ここな）

2013年
- アイドルマスター シンデレラガールズ（2013年 - 2024年、三村かな子） - 3作品
- うぃあか（緋波あかり）
- 艦隊これくしょん -艦これ-（2013年 - 2022年、伊勢、日向、飛鷹、隼鷹、古鷹、加古、大井、北上） - 3作品
- さくら荘のペットな彼女（中野乙羽）
- スカッとゴルフ パンヤ（三枝わかば）
- 這いよれ! ニャル子さん 名伏しがたいゲームのようなもの（暮井珠緒）
- ビビッドレッド・オペレーション -Hyper Intimate Power-（三枝わかば）
- ファントムブレイカー: エクストラ（リン）
- ブラウザMC☆あくしず 鋼鉄の戦姫（信濃、九七式中戦車チハ）
- ペーパーマン（三枝わかば）
- 嫁コレ（三枝わかば、大坪由佳）

2014年
- Wake Up, Girls! ステージの天使（岩崎志保）
- うた組み575（正岡小豆）
- ウチの姫さまがいちばんカワイイ（海賊姫 メアリー・ドレーク）
- 禁忌のマグナ（フランチェスカ）
- グリモア〜私立グリモワール魔法学園〜（エミリア・ブルームフィールド）
- 限界凸記 モエロクロニクル（ラテ）
- 神撃のバハムート（ニーア）
- 超女神信仰 ノワール 激神ブラックハート（リーファイ）
- ハナヤマタ よさこいLIVE!（西御門多美）
- ヒーローズプレイスメント（月乃佐葉紅）
- BREAK雀BURST（さくら）
- ロボットガールズZ ONLINE（ダイアナさん〈ダイアナンA〉）
- WORLD CLUB Champion Football 2013-2014（ゆかちん）

2015年
- アンジュ・ヴィエルジュ 〜第2風紀委員 ガールズバトル〜（フェルノ・ガーディーヴァ、フィーリア・グレンハルト）
- グランブルーファンタジー（三村かな子）
- ケイオスドラゴン 混沌戦争
- スクールファンファーレ（山本風香）
- ソフィーのアトリエ 〜不思議な本の錬金術士〜（エリーゼ・フューリー）
- チェインクロニクル 〜絆の新大陸〜（イビサム、シュゾン、ミンミ）
- 東京ハーレム（神田美緒）
- ドグマツルギー ouverture（垣谷ハル）
- ねんしょう!（山田咲菜）
- プリンセスコネクト!（上喜しのぶ）
- 輝星のリベリオン（ココロ、リリス、ゲルヒルデ、甲斐姫、ヴェルダンディ、グレイス・オマリー、アストルフォ）
- ミラクルガールズフェスティバル（歳納京子、暮井珠緒、三枝わかば、正岡小豆）
- リリーと魔神の物語（ミサキ・シェガー）
- ロイヤルフラッシュヒーローズ（メリー・メイビス）

2016年
- アドヴェントガール
- アリスオーダー（ルーシー・ファン）
- あんさんぶるガールズ!!（双葉みづき）
- 祝姫（美濃部鼎）
- オルタンシア・サーガ -蒼の騎士団-（テレジア、ユージーン、ベルナデッタ）
- ガールフレンド（♪）（掛井園美）
- Caligula -カリギュラ-（ソーン）
- シノビナイトメア（アゲハ）
- チェインクロニクル 〜絆の新大陸〜（ガジジナ、アメリー、タタロ）
- チェインクロニクル3（シーシャン、ユニカ）
- ドリフトガールズ（伊谷明日香）
- ノアトピア〜希望の物語〜（アサシン）
- りりくる Rainbow Stage!!!（織部伊吹）

2017年
- あくしず戦姫 〜戦場を駆ける乙女たち〜（M14/41 中戦車、SBD ドーントレス、ザラ、しらね）
- 祝姫 -祀-（美濃部鼎）
- ガンガンピクシーズ（かめぽん / カメリエル）
- 黒騎士と白の魔王（プレイヤーボイス：明るい女性、サティー）
- セブンズストーリー（シータ、ホアン）
- Pretty Plant（ロゼ）
- 編隊少女 -フォーメーションガールズ-（ベリンダ・ラックウェル）
- 魔法陣少女 ノブナガサーガ（マサムネ）
- モン娘☆は〜れむ（シャナ）
- ワールドチェイン（ゴダイヴァ夫人、マリア・ルイーザ）

2018年
- Re:ステージ!プリズムステップ（歳納京子）
- プリンセスコネクト！Re:Dive（2018年 - 2024年、シノブ / 上喜しのぶ）
- マギアレコード 魔法少女まどか☆マギカ外伝（コルボー）
- メギド72（2018年 - 2023年、アラストール、フーリーチン）
- Caligula Overdose -カリギュラ オーバードーズ-（ソーン）
- OVERHIT（ブリュンヒルデ）
- 紡ロジック（小池ふみ）

2019年
- ラングリッサーI&II（ナーム）
- 夢現Re:Master（ばな子）
- クイズRPG 魔法使いと黒猫のウィズ（ハデスD962 / ハデスIV / エウブレナ）
- ワールドフリッパー（ルナール、ミア、カヅチ）
- Shadowverse（2019年 - 2021年、ドクロの霊能者・シノブ、密林の守人、夢魔の新参、神託の大天使・ガブリエル、モーターグレイブディガー、黒豹の偵察者、カースメイデン）

2020年
- ポケモンマスターズ / EX（2020年 - 2024年、リーフ）
- 夢現Re:Idol 〜大鳥あいのキャラが主人公として薄すぎる件について（ばな子）
- 夢現Re:After（ばな子）
- きららファンタジア（西御門多美）
- 夜、灯す（田鎖麗子）

2021年
- ウマ娘 プリティーダービー（2021年 - 2024年、タイキシャトル）
- ブラック・サージナイト（ジュピター）
- アイドルマスター ポップリンクス（三村かな子）

2022年
- ブルーアーカイブ -Blue Archive-（2022年 - 2023年、岩櫃アユム）
- プリコネ！グランドマスターズ（シノブ）
- スターオーシャン6 THE DIVINE FORCE（クロエ・キャナリス）

2023年
- サクライグノラムス（揚羽）

### 吹き替え
- シンビアパート（2021年、ハリ[162]）

### ドラマCD
2011年
- 妹が多すぎて眠れないCD（りぃな）※俺の妹が××すぎて眠れないCD初回限定版ボーナスCD

2013年
- 異能バトルは日常系のなかで（リーティア）
- やさしい教師の躾けかた。（御岳さち） - コミックス第3巻ドラマCD付き限定版
- アインザッツ Vol.1 - 3（橋久奈）
- りりくる - LIly LYric cyCLE - Vol.1 - 3（織部伊吹）
- 妹といっしょに眠れるCD（あきほ）

2014年
- Wake Up, Girls! ショートでごめんね（岩崎志保）
- りりくる - LIly LYric cyCLE - Extra episode 夏休み編 -smile with sun- / 冬休み編 -trust in snow-（織部伊吹）
- ツブ★ドル ドラマCD 〜紹介します?舞台裏!〜（鵜野森かえで）
- THE IDOLM@STER CINDERELLA GIRLS 2ndLIVE PARTY M@GIC!! PARTY M@GIC SPECIAL ドラマCD PARTY TIMEは終わらない（三村かな子）
- コクーン・ワールド 〜夜通しで走る冒険者〜（リィズ）

2015年
- ラビット☆パラダイス（古賀優希子）

2016年
- ツキウタ。シリーズ Seleas ベストアルバム「星月」（元宮祭莉）※ドラマ部分
- 輝星のリベリオン スペシャルファンディスク（ココロ）※ボイスドラマ部分
- 中古でも恋がしたい! せーいちはウチに惚れてるもんね? / お前とふたりで、出掛けられたらなって……（諏訪間天女）
- Trinity Tempo（須藤千彗子）

2017年
- ウマ娘 プリティーダービー STARTING GATE 4（タイキシャトル）
- 中古でも恋がしたい! 私立ドキワク学園 青春編（諏訪間天女）※第9巻ドラマCD付き限定特装版
- 株式会社CO通 企業番組CD〜新人ビジネスマンのススメ〜

2018年
- りりくる Rainbow Stage!!! 〜Pure Dessert〜 Vol.3 好きって、言って、ちゅってして! / りりくるオンライン（織部伊吹）

2019年
- プリンセスコネクト！Re:Dive PRICONNE CHARACTER SONG 07（シノブ）
- 史上最強の大魔王、村人Aに転生する（ジニー）※第5巻ドラマCD付き限定特装版

2021年
- Brilliance

### ラジオ
※はインターネット配信。
- アキバチック天国・スーパー（超!A&G+）
- ゆりゆららららゆるゆり放送室（2011年 - 2016年、ラジオ大阪・HiBiKi Radio Station※・音泉※）
- はみらじ!!（2012年 - 2015年、超!A&G+※）
- ラジカメSTATION+（2012年、超!A&G+※）
- 真礼・由佳の「秋葉原漫画部」（2012年、ラジカメSTATION!※）
- ビビッドレッド・ラジオペレーション（2012年 - 2013年、HiBiKi Radio Station※・音泉※）
- 這いよれ! ニャル子さんW 名状しがたいラジオのようなもの（2013年、HiBiKi Radio Station※・音泉※）
- SweetDivaの世界でいちばん強いラジオになりたい!（2013年 - 2014年、ラジオ大阪・HiBiKi Radio Station※・ニコニコチャンネル※）
- うぃあかラジオ♪南青山魔法学園放送部へようこそ（2013年 - 2014年、YouTube内うぃあかラジオチャンネル※）
- BREAK雀BURSTてんぱり!（2014年、funラジオ※）
- 由佳・ありさ・未奈美のMラジ!!（2014年 - 2017年、マリン・エンタテインメント※）
- 禁忌のマグナRADIO 第3回 - 第4回（2014年、音泉※）
- セガネットワークスアワー 村川梨衣・大坪由佳のムラツボ研究所（2015年 - 2016年、文化放送・超!A&G+※）
- ゆのみのYou kNow Me!!!（2015年 - 2017年、超!A&G+※）
- ムラツボ研究室（2016年 - 2017年、文化放送「せがあぷラジオ」内）
- BOGAfamiglia -ボガファミリア-（2016年 - 2018年、アニメイトタイムズ※・ニコニコ動画※）[182]
- 石上静香と大坪由佳のアニラジアワード・グランプリ!（2017年、超A&G+※・ラジオ大阪・音泉※・HiBiKi Radio Station※・アニメイトタイムズ※）
- 大坪由佳・青山吉能の週末、何してる?（2018年 - 2019年、FRESH! 響チャンネル※）
- 大坪由佳・青山吉能の週末、何してる!?（2019年 - 2020年、ニコニコチャンネル 響ラジオチャンネル※）[183][184]

### ラジオCD
- 真礼・由佳の「秋葉原漫画部」DJCD VOL.1（2012年）
- ビビッドレッド・ラジオペレーション Vol.1 - 3（2013年）
- ラジオCD「這いよれ! ニャル子さんW 名状しがたいラジオのようなもの」（2013年）
- Sweet Divaの世界でいちばん強いラジオになりたい! 〜赤コーナー〜（2014年）
- Sweet Divaの世界でいちばん強いラジオになりたい! 〜青コーナー〜（2014年）
- ラジオCD「悪魔のリドル」ラジオ〜黒組通信〜（2014年）
- BOGAfamiglia -ボガファミリア- DJCD-ROM〜買わないと終わるぞ!〜（2017年）
- BOGAfamiglia -ボガファミリア- DJCD-ROM〜みなさんのおかげでした〜（2018年）

### テレビ
- とくばん!575（2014年、TOKYO MX）[185]
- 神おけ 第4回（2014年、エンタメ〜テレ）[186]
- 犬神さんと猫山さん 第0話 番宣SP（2014年、テレビ埼玉）
- アニメマシテ 第52回 - 第53回、第72回、第100回（2015年5月5日 - 5月12日 MC、10月12日 VTR出演[187]、2016年5月3日 ゲスト[188]、テレビ東京）
- オレベスト! #12（2015年、AT-X）[189]
- あいまいみー 〜Surgical Friends〜番宣SP!（2016年、AT-X）

### インターネットテレビ
- ゆるゆりTV（ニコニコ生放送：2011年6月12日 - 2013年6月29日）
- いつもニコニコあなたの隣に這いよる！生放送！ニャル子で〜す。略してニコニャル（ニコニコ生放送：2012年3月23日 - 2012年6月22日）
- 音mart presents 声優バラエティ ベッドの上からお届けします！（ニコニコチャンネル内音泉チャンネル：2012年7月31日 - 2016年3月31日）
- 大坪由佳のツボンジュ〜ル☆（ニコニコチャンネル内GA文庫公式チャンネル：2012年10月15日 - 2015年12月26日）
- ニコ生トーク・オペレーション！（ニコニコ生放送：2013年1月13日 - 2013年3月31日）
- 生あいまいみー（ニコニコ生放送：2013年1月25日 - 2013年8月8日）
- のうりんてぃーびー（ニコニコチャンネル内のうりんてぃーびーチャンネル：2013年7月26日 - 2014年3月28日）
- 生あいまいみー（第2期）（ニコニコ生放送：2014年4月10日 - 12月22日）
- ニコ生、しませんか? ★ハナヤマタ よさこいぶデス!★（ニコニコ生放送：2014年5月27日 - 2014年9月21日）
- せがあぷラジオ延長戦〜生でチェンクロ出来るかな?（ニコニコ生放送：2016年5月22日 - 2017年2月26日）
- 大坪由佳と水野愛日の「世界の食卓、ごっつあんです!」（YouTube内animate Times：2016年8月30日）[190]
- 大坪由佳と水野愛日の「イマドキ女性の本音」（YouTube内animate Times：2016年10月18日）
- 生あいまいみー（第3期）（ニコニコ生放送：2017年1月25日）
- オルタンシア国営放送（ニコニコ生放送・FRESH!・YouTube Live：2017年3月21日 - ）
- 【藤田咲・大坪由佳】クトゥルフ神話TRPGで遊ぼう!【ファミ通】（ニコニコ生放送：2017年6月11日 - 2017年12月16日）
- 福原大坪西本と視聴者のみんながやりたい30のこと（SHOWROOM：2017年9月19日 - 10月11日）
- 大坪由佳と加藤あつこのワンスモア!（ニコニコ生放送：2017年10月6日 - 2018年3月27日）
- 声優と夜あそび（2018年4月2日 - 2019年3月19日、AbemaTV・アニメLIVEチャンネル）火曜パーソナリティ[191]
- ゼロから作るアニメ製作（YouTube内ゼロアニ チャンネル!：2018年5月16日 - ）[192]
- ファミ通LIVE（2019年5月23日[193][194] - 2020年5月21日[195]、ニコニコ生放送・YouTube Live・Periscope）
- ファミ通LIVE 特別版 Presented by 1本満足バー 春の桃鉄女子会スペシャル（2021年4月10日、YouTube Live）[196]
- TVアニメ「ゆるゆり」放送&七森中☆ごらく部結成10周年記念生放送（2021年4月17日、ニコニコ生放送・YouTube Live）[197][198]
- 大坪由佳のツボナンデス☆（2021年5月25日[199] - 、pixivFANBOX・EARLY WING公式YouTubeチャンネル）[注釈 1]

### 舞台
- Wake Up, Girls! 青葉の記録（2017年1月19日 - 22日、AiiA 2.5 Theater Tokyo） - 岩崎志保 役[200]
- 五反田タイガー 3rd Stage「Funkyナース〜きばらんか!〜」（2018年3月14日 - 17日、新宿村LIVE）[201]
- Wake Up, Girls! 青葉の軌跡（2018年6月6日 - 10日、草月ホール） - 岩崎志保 役[202]
- 声優朗読劇フォアレーゼン「伊豆の踊子」（2018年7月22日、ルッチプラザ ベルホール310）[203]

### 映像商品
- 秋葉原声優まつり THE MOVIE（2012年）
- はみらじ!! DVD VOL.1 - 4（2012年 - 2015年）
- 七森中♪りさいたる（2012年）
- ごらく部な地球の歩き方 〜ドイツ編〜 / 〜香港編〜（2012年）
- 七森中♪うたがっせん（2012年）
- 裏あいまいみー（2013年）
- DVD生あいまいみー コミケで有り金を全て溶かす人の顔がみたいよあびゃ〜コミケ84版!!!（2013年）
- TVアニメ「あいうら」あいうらじお 完全版ディスク（2013年）
- 音mart presents 声優バラエティ ベッドの上からお届けします!〜ひと夏の思い出SP〜（2013年）
- 七森中♪ふぇすてぃばる（2013年）
- 夏だ!まつりだ!!!全員集合└(б∇б)┘ごらく部☆なちゅまつり（2013年）
- ラジオ アイドルマスター シンデレラガールズ『デレラジ』DVD Vol.2 - 3（2013年）
- THE IDOLM@STER CINDERELLA GIRLS 1stLIVE WONDERFUL M@GIC!!（2014年）[204]
- あおい・さおりの成人式(｀・ω・´)2014（2015年）
- Wake Up, Girls! 1st LIVE TOUR 素人臭くてごめんね!/Wake Up, Girls! Festa.2014 Winter 〜Wake Up, Girls! VS I-1club〜（2015年）
- ハナヤマタ 花彩よさこい祭 二組目（2015年）
- 七森中☆さみっと（2015年）
- ごらく部な地球の歩き方 〜七森中☆ごらく部のなちゅやちゅみ!〜 きゃんぷ編 / まちあるき編（2015年）
- 七森中♪やがいふぇす（2015年）
- THE IDOLM@STER CINDERELLA GIRLS 3rdLIVE シンデレラの舞踏会 -Power of Smile- Blu-ray BOX（2016年）[205]
- Animelo Summer Live 2015 -THE GATE- 8.29（2016年）
- MARINE COLLECTION LIVE 2016 TWINKLING+ STAR MUSIC VIDEO（2016年）
- 七森中♪はっぴ〜ぱ〜てぃ〜（2016年）
- 大久保瑠美・原紗友里 青春学園 Girls High↑↑ファンディスク Vol.2 課外授業 〜なつのおもいで〜（2016年）
- Animelo Summer Live 2016 -刻TOKI- 8.26（2017年）
- ツキウタ。ガールズライブ2016 in 横浜（2017年）
- 声優○○道 〜私たち、サバゲー始めます。〜（2017年）
- 灼熱の卓球娘 スペシャルイベント 雀が原中学VSもず山中学（2017年）
- 大坪由佳のツボンジュ〜ル☆特別編DVD「えっ、炭火でバウムクーヘンを!?」（2017年）
- THE IDOLM@STER CINDERELLA GIRLS 4thLIVE TriCastle Story Blu-ray BOX（2017年）
- Animelo Summer Live 2018 "OK!" 08.25（2019年）
- Animelo Summer Live 2019 -STORY- DAY1（2020年）
- THE IDOLM@STER CINDERELLA GIRLS Live Broadcast 24magic 〜シンデレラたちの24時間生放送！〜（2021年）[206]
- ウマ娘 プリティーダービー 2nd EVENT「Sound Fanfare！」Blu-ray（2022年）[207]
- ウマ娘 プリティーダービー 3rd EVENT　WINNING DREAM STAGE Blu-ray（2022年）[208]

### イベント
- アイドルマスター シンデレラガールズ 2周年記念イベント（2013年11月28日[209]）

### CM
- GREE「アイログ編」
- コンプティーク
  - 2015年10月号（『艦隊これくしょん -艦これ-』より「日向」）
  - 2018年2月号（『艦隊これくしょん -艦これ-』より「北上」）
- エイベックス・ピクチャーズ「雫の冠/同じ夢を見てる」（2017年、ミツキ[210]）
- KADOKAWA 「艦これ」運営鎮守府 公式カレンダー二○一九（2018年、伊勢、日向[211]）

### デジタルコミック
- ここほれ墓穴ちゃん（2020年 - 2021年、墓穴ちゃん（花咲みほり）[212][213]）
- かわいすぎる男子がお家で待っています（2021年、山本麗央[214]）
- 君の声が好きすぎる（2021年、田渕実加'[215]）

### 携帯コンテンツ
- しゃべるぞう♪（2012年、こつぼちゃん、春風のぞみ[216]）
- うた詠み575（2013年、正岡小豆）[217]
- 妹の目覚ましアプリ（2014年、あきほ）[218]
- なるアプリ（2014年、西御門多美）[219]

### 遊技機
- CRモモキュンソード〜星と黄金の太刀〜（2014年、パチンコ）花梨[220]
- CR麻雀物語2〜めざせ!雀ドル決定戦!〜（2015年、パチンコ）リョーコ[221]
- CRモモキュンソード3（2016年、パチンコ）花梨[222]
- パチスロ ビビッドレッド・オペレーション（2017年、パチスロ）三枝わかば[223]
- Pビビッドレッドオペレーション（2021年、パチンコ）三枝わかば[224]

### その他コンテンツ
- ボイスドラマ『蒼空のフロンティア〜海神のイーグリット〜』（2010年、同級生のパートナー）
- ふじびじインフォMAX（2012年、フジテレビ 情報発信サイト内 リポーター）
- コラム 大坪由佳のツボ（アニカン vol.110 2012年8月号 - vol.138 2014年8月号）[225]
- 桃キュン剣 星と黄金の太刀（2013年、朗読）
- モモキュンソード 雪と白銀の少女（2013年、朗読）
- GA文庫新刊紹介PV（2014年 - 、ナレーション）
- アニメマシテ（2014年、12月ナレーター）[226]
- LINEスタンプ『アイドルマスター シンデレラガールズ2』（2015年、三村かな子）
- VOCALOID4 Library AZUKI（2017年、歌声ライブラリ）正岡小豆[227]
- 温泉むすめ（いわき あろは）
- ASMR『パラディゾ プロジェクト 〜看板娘と癒しの宿屋〜』（2021年、宿屋の娘[228]）
- PV『追放された元令嬢、森で拾った皇子に溺愛され聖女に目覚める』（2022年、キャナリー[229]）

## ディスコグラフィ

### キャラクターソング
| 発売日   | 商品名 | 歌 | 楽曲 | 備考                                                                               |
| 2011年   | 2011年 | 2011年 | 2011年 | 2011年                                                                             |
| -------- | --- | --- | --- | ---------------------------------------------------------------------------------- |
| 9月7日   | ゆるゆりのうたシリーズ♪03 ミラクるゆるくる1・2・3                                                                              | 歳納京子（大坪由佳） | 「ミラクるゆるくる1・2・3」 「キラキラ☆everyday」                                                         | テレビアニメ『ゆるゆり』関連曲                                                     |
| 2012年   | | | |                                                                                    |
| 2月15日  | ゆるゆりのうた♪あるばむ「あい♥かわらず…。」                                                                                    | 歳納京子（大坪由佳） | 「私、主役の赤座あかりです（主役交代？ば〜じょん）」                                                      | テレビアニメ『ゆるゆり』関連曲                                                     |
| 2月15日  | ゆるゆりのうた♪あるばむ「あい♥かわらず…。」                                                                                    | 歳納京子（大坪由佳）、船見結衣（津田美波） | 「パジャマ旅行」                                                                                          | テレビアニメ『ゆるゆり』関連曲                                                     |
| 4月18日  | THE IDOLM@STER CINDERELLA MASTER 003 三村かな子                                                                                | 三村かな子（大坪由佳） | 「ショコラ・ティアラ」                                                                                    | ゲーム『アイドルマスター シンデレラガールズ』関連曲                                |
| 5月23日  | 太陽曰く燃えよカオス | 後ろから這いより隊G | 「太陽曰く燃えよカオス」                                                                                  | テレビアニメ『這いよれ！ニャル子さん』オープニンテーマ                             |
| 8月1日   | ゆるゆり♪♪みゅ〜じっく03 はしゃいでみたり悩んでみたり 恋する乙女はゆるゆり                                                     | 歳納京子（大坪由佳） | 「はしゃいでみたり悩んでみたり 恋する乙女はゆるゆり」 「ハレルヤいつも」                                  | テレビアニメ『ゆるゆり♪♪』関連曲                                                   |
| 8月1日   | 邪神曲たち | 後ろから這いより隊 | 「禍々しくも聖なるかな」                                                                                  | テレビアニメ『這いよれ！ニャル子さん』関連曲                                       |
| 8月24日  | 這いよれ！ニャル子さん BD・DVD第3巻特典CD                                                                                      | 暮井珠緒（大坪由佳） | 「太陽曰く燃えよカオス 暮井珠緒ver.」                                                                     | テレビアニメ『這いよれ！ニャル子さん』関連曲                                       |
| 9月19日  | べべべ、べ別に一緒に歌いたいってわけじゃないんだからね！                                                                       | 歳納京子（大坪由佳）、杉浦綾乃（藤田咲） | 「Miracle Duet」                                                                                          | テレビアニメ『ゆるゆり♪♪』関連曲                                                   |
| 9月28日  | 這いよれ！ニャル子さん BD・DVD第4巻特典CD                                                                                      | 後ろから這いより隊G | 「太陽曰く燃えよカオス 這いより隊G' ver.」                                                                | テレビアニメ『這いよれ！ニャル子さん』関連曲                                       |
| 11月30日 | 這いよれ！ニャル子さん BD・DVD第6巻特典CD                                                                                      | 暮井珠緒（大坪由佳） | 「太陽曰く燃えよカオス ゲーム曰くセーブは大事ver.」                                                       | テレビアニメ『這いよれ！ニャル子さん』関連曲                                       |
| 2013年   | | | |                                                                                    |
| 2月6日   | ゆるゆりのうた♪あるばむ2「はいっ！テ・ウ・ガ♪〜High Tension Ultra girls〜」                                                    | ゆるゆり★ライブすたぁ〜ず！ | 「え〜る♪-ゆるゆり★ライブすたぁ〜ず！バージョン-」                                                        | テレビアニメ『ゆるゆり♪♪』関連曲                                                   |
| 2月6日   | ゆるゆりのうた♪あるばむ2「はいっ！テ・ウ・ガ♪〜High Tension Ultra girls〜」                                                    | 歳納京子（大坪由佳） | 「地獄の底へもついていく」                                                                                | テレビアニメ『ゆるゆり♪♪』関連曲                                                   |
| 2月6日   | ゆるゆりのうた♪あるばむ2「はいっ！テ・ウ・ガ♪〜High Tension Ultra girls〜」                                                    | 歳納京子（大坪由佳）、吉川ちなつ（大久保瑠美） | 「網走慕情【すぺしゃる★デュエット】」                                                                     | テレビアニメ『ゆるゆり♪♪』関連曲                                                   |
| 3月9日   | ギリギリ最強あいまいみー！ | 愛（大坪由佳）、麻衣（内田彩）、ミイ（内田真礼） | 「ギリギリ最強あいまいみー！」                                                                            | テレビアニメ『あいまいみー』エンディングテーマ                                     |
| 3月9日   | ギリギリ最強あいまいみー！ | 愛（大坪由佳） | 「白いページ」                                                                                            | テレビアニメ『あいまいみー』関連曲                                                 |
| 3月20日  | 這いよれ！ニャル子さんW WWWキャラクター・ソングシリーズ05 暮井珠緒                                                             | 後ろから這いより隊T | 「応援させてね × Clumsy Heart」 「太陽言わない燃えよカオス」                                              | テレビアニメ『這いよれ！ニャル子さんW』関連曲                                      |
| 4月10日  | 邪名曲たち | 暮井珠緒（大坪由佳） | 「呪文降臨〜マジカル・フォース」                                                                          | テレビアニメ『這いよれ！ニャル子さんW』関連曲                                      |
| 4月10日  | THE IDOLM@STER CINDERELLA MASTER お願い！シンデレラ                                                                            | THE IDOLM@STER CINDERELLA GIRLS | 「お願い！シンデレラ（M@STER VERSION）」                                                                  | ゲーム『アイドルマスター シンデレラガールズ』テーマソング                          |
| 4月10日  | THE IDOLM@STER CINDERELLA MASTER お願い！シンデレラ                                                                            | CINDERELLA GIRLS for Cute! | 「お願い！シンデレラ（Cute VERSION）」                                                                    | ゲーム『アイドルマスター シンデレラガールズ』テーマソング                          |
| 4月24日  | 恋は渾沌の隷也 | 後ろから這いより隊G | 「恋は渾沌の隷也」                                                                                        | テレビアニメ『這いよれ！ニャル子さんW』オープニンテーマ                            |
| 4月24日  | ビビッドレッド・オペレーション BD・DVD 第2巻特典CD                                                                             | 一色あかね（佐倉綾音）、三枝わかば（大坪由佳） | 「STEREO COLORS」                                                                                         | テレビアニメ『ビビッドレッド・オペレーション』エンディングテーマ                   |
| 4月24日  | ビビッドレッド・オペレーション BD・DVD 第2巻特典CD                                                                             | 三枝わかば（大坪由佳）、四宮ひまわり（内田彩） | 「maelstrom」                                                                                             | テレビアニメ『ビビッドレッド・オペレーション』関連曲                               |
| 5月22日  | 這いよれ！ニャル子さんW エンディングソングシリーズ2 RAMMに這いよる YYY                                                         | RAMMに這いよる珠緒さん（大坪由佳） | 「嫌いなワケLychee」                                                                                      | テレビアニメ『這いよれ！ニャル子さんW』エンディングテーマ                          |
| 5月29日  | ビビッドレッド・オペレーション BD・DVD 第3巻特典CD                                                                             | 一色あかね（佐倉綾音）、二葉あおい（村川梨衣）、三枝わかば（大坪由佳）、四宮ひまわり（内田彩）、黒騎れい（内田真礼） | 「Vivid Shining Sky」                                                                                     | テレビアニメ『ビビッドレッド・オペレーション』エンディングテーマ                   |
| 5月29日  | ビビッドレッド・オペレーション BD・DVD 第3巻特典CD                                                                             | 一色あかね（佐倉綾音）、二葉あおい（村川梨衣）、三枝わかば（大坪由佳）、四宮ひまわり（内田彩）、黒騎れい（内田真礼） | 「Let's be together!!」                                                                                   | ゲーム『ビビッドレッド・オペレーション -Hyper Intimate Power-』オープニングテーマ  |
| 8月10日  | ふたりのサマバケ♪ | 赤座あかり（三上枝織）、歳納京子（大坪由佳） | 「ふたりのサマバケ♪」                                                                                     | テレビアニメ『ゆるゆり♪♪』関連曲                                                   |
| 8月21日  | あいまいみー オリジナルサウンドトラック+                                                                                       | 愛（大坪由佳） | 「愛っしょ！」                                                                                            | テレビアニメ『あいまいみー』関連曲                                                 |
| 10月16日 | 邪礼曲たち | 後ろから這いより隊G | 「恋は渾沌の隷也-RAMMアレンジver.-」                                                                      | テレビアニメ『這いよれ！ニャル子さんW』関連曲                                      |
| 10月16日 | 邪礼曲たち | 後ろから這いより隊 | 「ニャルニャルサービスメドレー」                                                                          | テレビアニメ『這いよれ！ニャル子さんW』関連曲                                      |
| 11月6日  | Fan Fanfare!!! | Sweet Diva | 「Fan Fanfare!!!」                                                                                        | テレビアニメ『世界でいちばん強くなりたい！』エンディングテーマ                     |
| 2014年   | | | |                                                                                    |
| 1月22日  | コトバ・カラフル | うたよめ575 | 「コトバ・カラフル」                                                                                      | ゲーム『うた組み575』テーマソング                                                  |
| 1月22日  | コトバ・カラフル | 正岡小豆（大坪由佳） | 「コトバ・ハンター・ガール」                                                                              | ゲーム『うた組み575』関連曲                                                        |
| 3月26日  | 這いよれ！ニャル子さん&這いよれ！ニャル子さんW コンプリートニャルバム                                                          | 後ろから這いより隊 | 「太陽言わない燃えよカオス」                                                                              | テレビアニメ『這いよれ！ニャル子さんW』関連曲                                      |
| 3月26日  | 這いよれ！ニャル子さん&這いよれ！ニャル子さんW コンプリートニャルバム                                                          | 後ろから這いより隊G | 「太陽言わない燃えよカオス」                                                                              | テレビアニメ『這いよれ！ニャル子さんW』関連曲                                      |
| 3月26日  | リトル・チャレンジャー | I-1club | 「リトル・チャレンジャー」                                                                                | 劇場アニメ『Wake Up, Girls! 七人のアイドル』挿入歌                                 |
| 3月26日  | リトル・チャレンジャー | I-1club | 「シャツとブラウス」                                                                                      | 劇場アニメ『Wake Up, Girls! 七人のアイドル』挿入歌                                 |
| 4月5日   | THE IDOLM@STER CINDERELLA GIRLS 1stLIVE WONDERFUL M@GIC!! “お願い！シンデレラ”ソロ・リミックス                                 | 三村かな子（大坪由佳） | 「お願い！シンデレラ（M@STER VERSION）」                                                                  | ゲーム『アイドルマスター シンデレラガールズ』関連曲                                |
| 4月23日  | 極上スマイル | I-1club | 「極上スマイル」 「ジェラ」                                                                               | テレビアニメ『Wake Up, Girls!』挿入歌                                              |
| 5月14日  | 黒組曲・序 | 10年黒組 | 「QUEEN」                                                                                                 | テレビアニメ『悪魔のリドル』エンディングテーマ                                     |
| 5月28日  | いぬねこジュークBOX | 柊木秋（大坪由佳） | 「飼い主じゃなくて」                                                                                      | テレビアニメ『犬神さんと猫山さん』関連曲                                           |
| 6月4日   | のうりん BD・DVD第3巻特典CD | バイオ鈴木（大坪由佳） | 「発酵少女聖域」                                                                                          | テレビアニメ『のうりん』関連曲                                                     |
| 6月11日  | 黒組曲・破 | 番場真昼・真夜（大坪由佳） | 「真夜中の逃亡」                                                                                          | テレビアニメ『悪魔のリドル』エンディングテーマ                                     |
| 6月11日  | 黒組曲・破 | 10年黒組 | 「THE LAST PARTY」                                                                                        | テレビアニメ『悪魔のリドル』エンディングテーマ                                     |
| 7月9日   | 黒組曲・急 | 10年黒組 | 「仰げば尊し」                                                                                            | テレビアニメ『悪魔のリドル』挿入歌                                                 |
| 8月16日  | YURUYURI duet BEST ALBUM ゆるゆりずむ♪でゅえっと                                                                               | 歳納京子（大坪由佳）、吉川ちなつ（大久保瑠美） | 「Bitter Sweet ぱらどっくす」                                                                             | テレビアニメ『ゆるゆり』関連曲                                                     |
| 8月20日  | りりくるキャラクターデュオシリーズ アリス♥伊吹 Doki Doki スキランブル！                                                        | 玖雅山アリス（内田彩）、織部伊吹（大坪由佳） | 「Doki Doki スキランブル！」                                                                              | ドラマCD『りりくる』関連曲                                                         |
| 8月20日  | Ready Go!! -絶対無敵の天女隊-                                                                                                  | 天女隊 | 「Ready Go!! -絶対無敵の天女隊-」 「Mission Complete!」                                                   | テレビアニメ『モモキュンソード』関連曲                                             |
| 8月23日  | 全力炸裂あいまいみー!! | 愛（大坪由佳）、麻衣（内田彩）、ミイ（内田真礼） | 「全力炸裂あいまいみー!!」                                                                                | テレビアニメ『あいまいみー〜妄想カタストロフ〜』主題歌                             |
| 8月23日  | 全力炸裂あいまいみー!! | 愛（大坪由佳）、麻衣（内田彩）、ミイ（内田真礼） | 「百華流麗」                                                                                              | テレビアニメ『あいまいみー〜妄想カタストロフ〜』関連曲                             |
| 8月23日  | 全力炸裂あいまいみー!! | 愛（大坪由佳） | 「脳内セオリー」                                                                                          | テレビアニメ『あいまいみー〜妄想カタストロフ〜』関連曲                             |
| 8月27日  | 花ハ踊レヤいろはにほ | チーム“ハナヤマタ” | 「花ハ踊レヤいろはにほ」                                                                                  | テレビアニメ『ハナヤマタ』オープニングテーマ                                       |
| 8月27日  | 花ハ踊レヤいろはにほ | チーム“ハナヤマタ” | 「Dream JUMP!!」                                                                                          | テレビアニメ『ハナヤマタ』関連曲                                                   |
| 10月22日 | GO!GO!575 サウンド&ムービーコレクション                                                                                        | うたよめ575 | 「コトバ・カラフル」                                                                                      | ゲーム『うた組み575』テーマソング                                                  |
| 10月22日 | GO!GO!575 サウンド&ムービーコレクション                                                                                        | 正岡小豆（大坪由佳） | 「コトバ・ハンター・ガール」                                                                              | ゲーム『うた組み575』関連曲                                                        |
| 10月22日 | GO!GO!575 サウンド&ムービーコレクション                                                                                        | 正岡小豆（大坪由佳）、小林抹茶（大橋彩香）、与謝野柚子（寿美菜子）、小野小梅（芹澤優） | 「コトバ・サガシタイ」                                                                                    | アニメ『GO!GO!575』エンディングテーマ                                              |
| 11月12日 | YOSAKOI SONG Series 肆 多美 | 由比浜学園中学よさこい部 西御門多美（大坪由佳） | 「fluffy」 「ヨロコビ・シンクロニシティ」                                                                 | ゲーム『ハナヤマタ よさこいLIVE!』挿入歌                                           |
| 12月26日 | ハナヤマタ BD・DVD第4巻特典CD                                                                                                  | 西御門多美（大坪由佳） | 「花ハ踊レヤいろはにほ」                                                                                  | テレビアニメ『ハナヤマタ』関連曲                                                   |
| 12月31日 | THE IDOLM@STER CINDERELLA MASTER Cute Jewelries! 002                                                                           | 三村かな子（大坪由佳）、輿水幸子（竹達彩奈）、佐久間まゆ（牧野由依）、緒方智絵里（大空直美）、小早川紗枝（立花理香） | 「パステルピンクな恋」 「ゴキゲンParty Night」                                                            | ゲーム『アイドルマスター シンデレラガールズ』関連曲                                |
| 12月31日 | THE IDOLM@STER CINDERELLA MASTER Cute Jewelries! 002                                                                           | 三村かな子（大坪由佳） | 「不思議なピーチパイ」                                                                                    | ゲーム『アイドルマスター シンデレラガールズ』関連曲                                |
| 2015年   | | | |                                                                                    |
| 1月21日  | THE IDOLM@STER CINDERELLA GIRLS ANIMATION PROJECT 00 ST@RTER BEST                                                              | CINDERELLA PROJECT | 「ススメ☆オトメ 〜jewel parade〜」                                                                        | テレビアニメ『アイドルマスター シンデレラガールズ』関連曲                          |
| 2月18日  | THE IDOLM@STER CINDERELLA GIRLS ANIMATION PROJECT 01 Star!!                                                                    | CINDERELLA PROJECT | 「Star!!」                                                                                                | テレビアニメ『アイドルマスター シンデレラガールズ』オープニングテーマ              |
| 2月27日  | ハナヤマタ BD・DVD第6巻特典CD                                                                                                  | チーム“ハナヤマタ” | 「花雪」                                                                                                  | テレビアニメ『ハナヤマタ』エンディングテーマ                                       |
| 3月27日  | ツキウタ。8月 元宮祭莉「招き招かれお祭りモード」                                                                               | 元宮祭莉（大坪由佳） | 「招き招かれお祭りモード」 「デジタルサマー（原題：炭坑節）」                                             | 『ツキウタ。』関連曲                                                               |
| 4月1日   | THE IDOLM@STER CINDERELLA GIRLS ANIMATION PROJECT 04 Happy×2 Days                                                              | CANDY ISLAND | 「Happy×2 Days」                                                                                          | テレビアニメ『アイドルマスター シンデレラガールズ』エンディングテーマ              |
| 4月1日   | THE IDOLM@STER CINDERELLA GIRLS ANIMATION PROJECT 04 Happy×2 Days                                                              | CANDY ISLAND | 「夕映えプレゼント」                                                                                      | テレビアニメ『アイドルマスター シンデレラガールズ』関連曲                          |
| 4月15日  | ツブ★ドル ドラマCD 〜紹介します？舞台裏！〜 主題歌もできたし全国デビューしちゃうよ盤                                           | ツブ★ドル | 「ツブ★ドル」                                                                                             | OVA『ツブ★ドル』主題歌                                                             |
| 4月15日  | ツブ★ドル ドラマCD 〜紹介します？舞台裏！〜 アニメイト限定特典CD                                                               | 相模あすか（竹達彩奈）、紫陽たまお（東山奈央）、上溝このみ（石上静香）、鵜野森かえで（大坪由佳）、小田相ゆず（阿東せれな） | 「ツブ★ドル」                                                                                             | OVA『ツブ★ドル』関連曲                                                             |
| 4月22日  | ハナヤマタ音楽集 華鳴音女 | チーム“ハナヤマタ” | 「ヨロコビ・シンクロニシティ」                                                                            | ゲーム『ハナヤマタ よさこいLIVE!』挿入歌                                           |
| 5月8日   | 這いよれOnce Nyagain／きっとエンゲージ                                                                                         | 後ろから這いより隊G | 「這いよれOnce Nyagain」                                                                                  | OVA『這いよれ！ニャル子さんF』オープニングテーマ                                   |
| 5月13日  | THE IDOLM@STER CINDERELLA GIRLS ANIMATION PROJECT 08 GOIN'!!!                                                                  | CINDERELLA PROJECT | 「GOIN'!!!」                                                                                              | テレビアニメ『アイドルマスター シンデレラガールズ』挿入歌                          |
| 5月13日  | THE IDOLM@STER CINDERELLA GIRLS ANIMATION PROJECT 08 GOIN'!!!                                                                  | CINDERELLA PROJECT | 「夕映えプレゼント」                                                                                      | テレビアニメ『アイドルマスター シンデレラガールズ』エンディングテーマ              |
| 8月5日   | THE IDOLM@STER CINDERELLA GIRLS ANIMATION PROJECT 2nd season 01 Shine!!                                                        | CINDERELLA PROJECT | 「Shine!!」                                                                                               | テレビアニメ『アイドルマスター シンデレラガールズ』オープニングテーマ              |
| 9月23日  | THE IDOLM@STER CINDERELLA GIRLS ANIMATION PROJECT 2nd Season 02                                                                | CANDY ISLAND with 輿水幸子（竹達彩奈） | 「Heart Voice」                                                                                           | テレビアニメ『アイドルマスター シンデレラガールズ』エンディングテーマ              |
| 9月23日  | THE IDOLM@STER CINDERELLA GIRLS ANIMATION PROJECT 2nd Season 02                                                                | CANDY ISLAND | 「夢色ハーモニー」                                                                                        | テレビアニメ『アイドルマスター シンデレラガールズ』関連曲                          |
| 10月21日 | モモキュンソード すぺしゃるCD 桃                                                                                               | 水花（三森すずこ）、花梨（大坪由佳） | 「奇跡のファンタジア」                                                                                    | テレビアニメ『モモキュンソード』関連曲                                             |
| 11月11日 | 運命の女神 | I-1club Team S | 「運命の女神」                                                                                            | 劇場アニメ『Wake Up, Girls! 青春の影』挿入歌                                       |
| 11月11日 | 運命の女神 | I-1club Team S | 「リトルチャレンジャー 2015」                                                                             | 劇場アニメ『Wake Up, Girls! 青春の影』関連曲                                       |
| 11月18日 | ゆるゆり うた♪ソロ！04 GO!GO!ミラクル                                                                                          | 歳納京子（大坪由佳） | 「GO!GO!ミラクル」 「せいぎのキョッピー!!」                                                               | テレビアニメ『ゆるゆり さん☆ハイ！』関連曲                                         |
| 11月25日 | THE IDOLM@STER CINDERELLA GIRLS ANIMATION PROJECT 2nd Season 07                                                                | CINDERELLA PROJECT | 「M@GIC☆」                                                                                                | テレビアニメ『アイドルマスター シンデレラガールズ』挿入歌                          |
| 11月25日 | THE IDOLM@STER CINDERELLA GIRLS ANIMATION PROJECT 2nd Season 07                                                                | CINDERELLA PROJECT | 「夢色ハーモニー」                                                                                        | テレビアニメ『アイドルマスター シンデレラガールズ』エンディングテーマ              |
| 11月28日 | THE IDOLM@STER CINDERELLA GIRLS 3rdLIVE シンデレラの舞踏会 - Power of Smile - オリジナルCD                                     | 三村かな子（大坪由佳） | 「Happy×2 Days」                                                                                          | テレビアニメ『アイドルマスター シンデレラガールズ』関連曲                          |
| 12月2日  | ソングス・オブ・チェインクロニクル                                                                                             | リノセ（今井麻美）、テリリア（内田彩）、バスマ（村川梨衣）、シュゾン（大坪由佳） | 「SUKI SUKI REAL」                                                                                        | ゲーム『チェインクロニクル』関連曲                                                 |
| 12月2日  | ソングス・オブ・チェインクロニクル                                                                                             | シュゾン（大坪由佳） | 「瓦礫の星」                                                                                              | ゲーム『チェインクロニクル』関連曲                                                 |
| 12月2日  | ソングス・オブ・チェインクロニクル                                                                                             | リヒト（緑川光）、ハンフ（今井麻美）、ファルベ（内田彩）、バラクーダ（村川梨衣）、シュゾン（大坪由佳） | 「CHAIN!〜義勇軍のテーマ〜」                                                                              | ゲーム『チェインクロニクル』関連曲                                                 |
| 12月2日  | ソングス・オブ・チェインクロニクル                                                                                             | ムラツボ研究所 | 「ぶれいくるーる」                                                                                        | ラジオ『村川梨衣・大坪由佳のムラツボ研究所』テーマソング                           |
| 12月23日 | アイドルマスター シンデレラガールズ Blu-ray&DVD第7巻完全生産限定版特典ボーカルCD「346Pro IDOL selection vol.4」                | 三村かな子（大坪由佳） | 「おねだり Shall We 〜? 〜For Kanako rearranged MIX〜」                                                   | テレビアニメ『アイドルマスター シンデレラガールズ』関連曲                          |
| 2016年   | | | |                                                                                    |
| 1月13日  | レザレクション／止まらない未来                                                                                                 | ネクストストーム | 「レザレクション」                                                                                        | 劇場アニメ『Wake Up, Girls! Beyond the Bottom』挿入歌                              |
| 1月27日  | 楽園ディストピア -TOKYO HAREM ver.-                                                                                            | TOKYO HAREM | 「楽園ディストピア」                                                                                      | ゲーム『東京ハーレム』テーマソング                                                 |
| 1月27日  | 楽園ディストピア -TOKYO HAREM ver.-                                                                                            | 神田美緒（大坪由佳） | 「楽園ディストピア」                                                                                      | ゲーム『東京ハーレム』テーマソング                                                 |
| 3月11日  | ツキウタ。シリーズ Seleas ベストアルバム「星月」                                                                               | 元宮祭莉（大坪由佳） | 「招き招かれお祭りモード」                                                                                | 『ツキウタ。』関連曲                                                               |
| 3月26日  | 『輝星のリベリオン』スペシャルファンディスク                                                                                   | ココロ（大坪由佳） | 「REBELLION RISING」                                                                                      | 『輝星のリベリオン』テーマソング                                                   |
| 3月30日  | THE IDOLM@STER MASTER CINDERELLA GIRLS ANIMATION PROJECT ORIGINAL SOUNDTRACK                                                   | CANDY ISLAND | 「アタシポンコツアンドロイド（TV Size）」                                                                 | テレビアニメ『アイドルマスター シンデレラガールズ』挿入歌                          |
| 3月30日  | THE IDOLM@STER MASTER CINDERELLA GIRLS ANIMATION PROJECT ORIGINAL SOUNDTRACK                                                   | 双葉杏（五十嵐裕美）、三村かな子（大坪由佳）、城ヶ崎莉嘉（山本希望）、神崎蘭子（内田真礼）、前川みく（高森奈津美）、諸星きらり（松嵜麗）、多田李衣菜（青木瑠璃子）、赤城みりあ（黒沢ともよ）、新田美波（洲崎綾）、緒方智絵里（大空直美）、安部菜々（三宅麻理恵）、木村夏樹（安野希世乃）、白坂小梅（桜咲千依） | 「GOIN'!!!」                                                                                              | テレビアニメ『アイドルマスター シンデレラガールズ』挿入歌                          |
| 5月18日  | ゆるゆり さん☆ハイ！ Blu-ray&DVD第6巻特典すぺしゃるなさうんどCD その7「みんなでうたおう！」                                    | 七森中☆らいぶすたぁ〜ず | 「おひるねゆにばーす（らいぶすたぁ〜ず ver.）」 「あっちゅ〜ま青春！（えんでぃんぐ♪ぱふぉ〜まんすver.）」 | テレビアニメ『ゆるゆり さん☆ハイ！』関連曲                                         |
| 6月23日  | 「Caligula -カリギュラ-」フルアルバムCD                                                                                        | RePLiCA | 「idolatry -アイドラトリィ-」                                                                             | ゲーム『Caligula -カリギュラ-』主題歌                                              |
| 7月27日  | Hardy Buddy | レイティア・サンテミリオン（大坪由佳）、フリッツ・グランツ（羽多野渉） | 「Hardy Buddy」 「Hold me Bite me」                                                                       | テレビアニメ『ハンドレッド』エンディングテーマ                                     |
| 8月31日  | THE IDOLM@STER CINDERELLA GIRLS STARLIGHT MASTER 05 純情Midnight伝説                                                           | 三村かな子（大坪由佳） | 「おかしな国のおかし屋さん」                                                                              | ゲーム『アイドルマスター シンデレラガールズ スターライトステージ』関連曲           |
| 9月2日   | ツキウタ。シリーズ 元宮祭莉「戯れ囃子に恋い焦がれ」                                                                            | 元宮祭莉（大坪由佳） | 「戯れ囃子に恋い焦がれ」 「アウトサイダー」                                                               | 『ツキウタ。』関連曲                                                               |
| 9月28日  | ハンドレッドバトルソングシリーズ03                                                                                             | レイティア・サンテミリオン（大坪由佳）、リディ・スタインバーグ（衣川里佳）、エリカ・キャンドル（牧野由依） | 「Back Up For you」                                                                                       | テレビアニメ『ハンドレッド』関連曲                                                 |
| 10月14日 | THE IDOLM@STER CINDERELLA GIRLS 4thLIVE TriCastle Story -Brand new Castle- 会場オリジナルCD 絶対ピンクな小箱                   | 三村かな子（大坪由佳） | 「パステルピンクな恋」                                                                                    | ゲーム『アイドルマスター シンデレラガールズ』関連曲                                |
| 2017年   | | | |                                                                                    |
| 2月8日   | THE IDOLM@STER CINDERELLA MASTER EVERMORE                                                                                      | アナスタシア（上坂すみれ）、緒方智絵里（大空直美）、神谷奈緒（松井恵理子）、川島瑞樹（東山奈央）、輿水幸子（竹達彩奈）、小早川紗枝（立花理香）、佐久間まゆ（牧野由依）、白坂小梅（桜咲千依）、高森藍子（金子有希）、十時愛梨（原田ひとみ）、日野茜（赤﨑千夏）、北条加蓮（渕上舞）、星輝子（松田颯水）、堀裕子（鈴木絵理）、三村かな子（大坪由佳） | 「ゴキゲンParty Night」                                                                                   | ゲーム『アイドルマスター シンデレラガールズ』関連曲                                |
| 2月8日   | THE IDOLM@STER CINDERELLA MASTER EVERMORE                                                                                      | 大橋彩香、福原綾香、原紗友里、藍原ことみ、青木志貴、青木瑠璃子、飯田友子、五十嵐裕美、今井麻夏、上坂すみれ、内田真礼、桜咲千依、大空直美、大坪由佳、金子真由美、金子有希、木村珠莉、黒沢ともよ、佐藤亜美菜、下地紫野、洲崎綾、鈴木絵理、髙野麻美、高森奈津美、立花理香、種﨑敦美、千菅春香、東山奈央、長島光那、原優子、早見沙織、春瀬なつみ、渕上舞、牧野由依、松井恵理子、松嵜麗、三宅麻理恵、村中知、杜野まこ、安野希世乃、山下七海、山本希望、佳村はるか、ルゥティン、和氣あず未 | 「EVERMORE（4thLIVE MIX）」                                                                               | ゲーム『アイドルマスター シンデレラガールズ』関連曲                                |
| 2月22日  | ウマ娘 プリティーダービー STARTING GATE 04                                                                                     | タイキシャトル（大坪由佳）、グラスワンダー（前田玲奈）、ヒシアマゾン（巽悠衣子） | 「奇跡を信じて！」 「うまぴょい伝説」                                                                     | ゲーム『ウマ娘 プリティーダービー』関連曲                                          |
| 2月22日  | ウマ娘 プリティーダービー STARTING GATE 04                                                                                     | タイキシャトル（大坪由佳） | 「直感ノープロブレム！」                                                                                  | ゲーム『ウマ娘 プリティーダービー』関連曲                                          |
| 2月22日  | 灼熱の卓球娘 ダブルスソングシリーズ6 鐘梨&公子                                                                                 | 鐘梨まゆう（竹尾歩美）&羽無公子（大坪由佳） | 「Deko Boko Buddy」 「もず山中学校校歌」                                                                  | テレビアニメ『灼熱の卓球娘』関連曲                                                 |
| 3月12日  | 全員集合、あいまいみー!!! | 愛（大坪由佳）、麻衣（内田彩）、ミイ（内田真礼） | 「全員集合、あいまいみー!!!」                                                                             | テレビアニメ『あいまいみー 〜Surgical Friends〜』オープニングテーマ                |
| 4月22日  | あいまいみーキャラクターソング+                                                                                                | 愛（大坪由佳） | 「CaとFeが足りないっ!!」                                                                                  | テレビアニメ『あいまいみー 〜Surgical Friends〜』関連曲                            |
| 4月22日  | あいまいみーキャラクターソング+                                                                                                | 愛（大坪由佳）、麻衣（内田彩）、ミイ（内田真礼） | 「ラッキーチャンスを逃がさないで」                                                                        | テレビアニメ『あいまいみー 〜Surgical Friends〜』エンディングテーマ                |
| 5月31日  | THE IDOLM@STER CINDERELLA GIRLS STARLIGHT MASTER 11 あんきら!?狂騒曲                                                           | 佐久間まゆ（牧野由依）、小早川紗枝（立花理香）、水本ゆかり（藤田茜）、三村かな子（大坪由佳）、速水奏（飯田友子） | 「あいくるしい」                                                                                          | ゲーム『アイドルマスター シンデレラガールズ スターライトステージ』関連曲           |
| 7月26日  | 大坪由佳のツボンジュ〜ル☆特別編DVD「えっ、炭火でバウムクーヘンを!?」付属CD                                                     | ばうむちゃん（大坪由佳） | 「Honey melting」                                                                                         | インターネットテレビ『大坪由佳のツボンジュ〜ル☆』主題歌                            |
| 8月9日   | THE IDOLM@STER CINDERELLA GIRLS MASTER SEASONS SUMMER!                                                                         | 一ノ瀬志希（藍原ことみ）、三村かな子（大坪由佳）、宮本フレデリカ（髙野麻美） | 「とんでいっちゃいたいの」                                                                                | ゲーム『アイドルマスター シンデレラガールズ』関連曲                                |
| 8月12日  | THE IDOLM@STER CINDERELLA GIRLS 5thLIVE TOUR Serendipity Parade!!! SSA Original CD THE IDOLM@STER CINDERELLA GIRLS TO D@NCE TO | 三村かな子（大坪由佳） | 「ショコラ・ティアラ -Before Sunrise Remix-」                                                             | ゲーム『アイドルマスター シンデレラガールズ』関連曲                                |
| 9月13日  | THE IDOLM@STER CINDERELLA GIRLS STARLIGHT MASTER 13 Sweet Witches' Night 〜6人目はだぁれ〜                                     | 三村かな子（大坪由佳）、十時愛梨（原田ひとみ）、森久保乃々（高橋花林）、椎名法子（都丸ちよ）、及川雫（のぐちゆり） | 「Sweet Witches' Night 〜6人目はだぁれ〜（M@STER VERSION）」                                              | ゲーム『アイドルマスター シンデレラガールズ スターライトステージ』関連曲           |
| 10月18日 | Caligula -カリギュラ- セルフカバーコレクション「ostinato」                                                                     | ソーン（大坪由佳） | 「Distorted†Happiness」                                                                                   | ゲーム『Caligula -カリギュラ-』関連曲                                              |
| 11月29日 | 雫の冠 | ミツキ（大坪由佳）とヨウコ（吉岡茉祐） | 「同じ夢を見てる」                                                                                        | テレビアニメ『Wake Up, Girls! 新章』挿入歌                                         |
| 2018年   | | | |                                                                                    |
| 3月7日   | 永遠にシンデレラメイト | ツブ★ドル | 「永遠にシンデレラメイト」                                                                                | OVA『ツブ★ドル』関連曲                                                             |
| 5月17日  | 「Caligula Overdose -カリギュラ オーバードーズ-」スペシャルアルバムCD                                                          | RePLiCA | 「Cradle」                                                                                                | ゲーム『Caligula Overdose -カリギュラ オーバードーズ-』主題歌                      |
| 7月25日  | ウマ娘 プリティーダービー ANIMATION DERBY 03 Special Record!/Find My Only Way                                                  | スペシャルウィーク（和氣あず未）、サイレンススズカ（高野麻里佳）、トウカイテイオー（Machico）、ウオッカ（大橋彩香）、ダイワスカーレット（木村千咲）、ゴールドシップ（上田瞳）、メジロマックイーン（大西沙織）、エルコンドルパサー（高橋未奈美）、グラスワンダー（前田玲奈）、セイウンスカイ（鬼頭明里）、キングヘイロー（佐伯伊織）、ハルウララ（首藤志奈）、シンボリルドルフ（田所あずさ）、タイキシャトル（大坪由佳）、エアグルーヴ（青木瑠璃子）、ヒシアマゾン（巽悠衣子）、フジキセキ（松井恵理子）、マルゼンスキー（Lynn）、テイエムオペラオー（徳井青空）、ビワハヤヒデ（近藤唯）、ナリタブライアン（相坂優歌）、オグリキャップ（高柳知葉）、スーパークリーク（優木かな）、タマモクロス（大空直美）、イナリワン（井上遥乃）、ウイニングチケット（渡部優衣）、メジロライアン（土師亜文）、メジロドーベル（久保田ひかり）、ナイスネイチャ（前田佳織里）、エイシンフラッシュ（藤野彩水）、マチカネフクキタル（新田ひより）、メイショウドトウ（和多田美咲） | 「うまぴょい伝説」                                                                                        | テレビアニメ『ウマ娘 プリティーダービー』エンディングテーマ                        |
| 9月8日   | THE IDOLM@STER CINDERELLA GIRLS SS3A Live Sound Booth♪ 会場オリジナルCD                                                        | 三村かな子（大坪由佳） | 「Sweet Witches' Night 〜6人目はだぁれ〜（M@STER VERSION）」                                              | ゲーム『アイドルマスター シンデレラガールズ スターライトステージ』関連曲           |
| 10月10日 | ウマ娘 プリティーダービー ANIMATION DERBY 07                                                                                   | エルコンドルパサー（高橋未奈美）、オグリキャップ（高柳知葉）、グラスワンダー（前田玲奈）、テイエムオペラオー（徳井青空）、セイウンスカイ（鬼頭明里）、ハルウララ（首藤志奈）、タイキシャトル（大坪由佳） | 「Special Record!」                                                                                       | テレビアニメ『ウマ娘 プリティーダービー』関連曲                                    |
| 11月9日  | THE IDOLM@STER CINDERELLA GIRLS 6thLIVE MERRY-GO-ROUNDOME!!! MASTER SEASONS SUMMER! SOLO REMIX                                 | 三村かな子（大坪由佳） | 「とんでいっちゃいたいの」                                                                                | ゲーム『アイドルマスター シンデレラガールズ』関連曲                                |
| 12月25日 | レイニーボーイフレンド | OH YOU LADY? | 「レイニーボーイフレンド」 「ぽかぽか音頭」                                                               | 『温泉むすめ』関連曲                                                               |
| 2019年   | | | |                                                                                    |
| 1月23日  | THE IDOLM@STER CINDERELLA GIRLS STARLIGHT MASTER 25 Happy New Yeah!                                                            | 島村卯月（大橋彩香）、渋谷凛（福原綾香）、本田未央（原紗友里）、佐藤心（花守ゆみり）、三村かな子（大坪由佳） | 「Happy New Yeah!（M@STER VERSION）」                                                                     | ゲーム『アイドルマスター シンデレラガールズ スターライトステージ』関連曲           |
| 1月30日  | プリンセスコネクト！Re:Dive PRICONNE CHARACTER SONG 07                                                                         | シノブ（大坪由佳）、ミヤコ（雨宮天） | 「もっと！ふたりのパ〜ティ〜ナイト」                                                                      | ゲーム『プリンセスコネクト！Re:Dive』関連曲                                        |
| 3月29日  | Seleas | Seleas | 「Seleas」 「T.O.T.M. -TAKOPA On The Moon-」                                                              | キャラクターCD『ツキウタ。』関連曲                                                 |
| 5月1日   | THE IDOLM@STER CINDERELLA GIRLS STARLIGHT MASTER 28 凸凹スピードスター                                                         | 前川みく（高森奈津美）、川島瑞樹（東山奈央）、白坂小梅（桜咲千依）、三村かな子（大坪由佳） | 「キミとボクのミライ」                                                                                    | ゲーム『アイドルマスター シンデレラガールズ スターライトステージ』関連曲           |
| 2020年   | | | |                                                                                    |
| 2月14日  | THE IDOLM@STER CINDERELLA GIRLS 7thLIVE TOUR Special 3chord♪ Glowing Rock! 会場オリジナルCD                                    | 三村かな子（大坪由佳） | 「Happy New Yeah!（M@STER VERSION）」                                                                     | ゲーム『アイドルマスター シンデレラガールズ スターライトステージ』関連曲           |
| 4月15日  | THE IDOLM@STER CINDERELLA GIRLS STARLIGHT MASTER 38 Fascinate                                                                  | 片桐早苗（和氣あず未）、結城晴（小市眞琴）、三村かな子（大坪由佳） | 「EZ DO DANCE」                                                                                           | ゲーム『アイドルマスター シンデレラガールズ スターライトステージ』関連曲           |
| 8月19日  | THE IDOLM@STER CINDERELLA GIRLS LITTLE STARS EXTRA! Sing the Prologue♪                                                         | 久川凪（立花日菜）、関裕美（会沢紗弥）、遊佐こずえ（花谷麻妃）、三村かな子（大坪由佳）、堀裕子（鈴木絵理） | 「Sing the Prologue♪」                                                                                    | Webアニメ『アイドルマスター シンデレラガールズ劇場 Extra Stage』エンディングテーマ |
| 2021年   | | | |                                                                                    |
| 3月17日  | ウマ娘 プリティーダービー WINNING LIVE 01                                                                                      | スペシャルウィーク（和氣あず未）、サイレンススズカ（高野麻里佳）、トウカイテイオー（Machico）、マルゼンスキー（Lynn）、オグリキャップ（高柳知葉）、ゴールドシップ（上田瞳）、ウオッカ（大橋彩香）、ダイワスカーレット（木村千咲）、タイキシャトル（大坪由佳）、グラスワンダー（前田玲奈）、メジロマックイーン（大西沙織）、エルコンドルパサー（髙橋ミナミ）、シンボリルドルフ（田所あずさ）、エアグルーヴ（青木瑠璃子）、マヤノトップガン（星谷美緒）、メジロライアン（土師亜文）、ライスシャワー（石見舞菜香）、アグネスタキオン（上坂すみれ）、ウイニングチケット（渡部優衣）、サクラバクシンオー（三澤紗千香）、スーパークリーク（優木かな）、ハルウララ（首藤志奈）、マチカネフクキタル（新田ひより）、ナイスネイチャ（前田佳織里）、キングヘイロー（佐伯伊織） | 「GIRLS' LEGEND U」                                                                                       | ゲーム『ウマ娘 プリティーダービー』オープニングテーマ                              |
| 3月17日  | ウマ娘 プリティーダービー WINNING LIVE 01                                                                                      | スペシャルウィーク（和氣あず未）、サイレンススズカ（高野麻里佳）、トウカイテイオー（Machico）、マルゼンスキー（Lynn）、オグリキャップ（高柳知葉）、ゴールドシップ（上田瞳）、ウオッカ（大橋彩香）、ダイワスカーレット（木村千咲）、タイキシャトル（大坪由佳）、グラスワンダー（前田玲奈）、メジロマックイーン（大西沙織）、エルコンドルパサー（髙橋ミナミ）、シンボリルドルフ（田所あずさ）、エアグルーヴ（青木瑠璃子）、マヤノトップガン（星谷美緒）、メジロライアン（土師亜文）、ライスシャワー（石見舞菜香）、アグネスタキオン（上坂すみれ）、ウイニングチケット（渡部優衣）、サクラバクシンオー（三澤紗千香）、スーパークリーク（優木かな）、ハルウララ（首藤志奈）、マチカネフクキタル（新田ひより）、ナイスネイチャ（前田佳織里）、キングヘイロー（佐伯伊織） | 「うまぴょい伝説」                                                                                        | ゲーム『ウマ娘 プリティーダービー』関連曲                                          |
| 3月17日  | ウマ娘 プリティーダービー WINNING LIVE 01                                                                                      | オグリキャップ（高柳知葉）、ウオッカ（大橋彩香）、タイキシャトル（大坪由佳）、エルコンドルパサー（髙橋ミナミ）、サクラバクシンオー（三澤紗千香）、ビコーペガサス（田中あいみ）、ナイスネイチャ（前田佳織里）、キングヘイロー（佐伯伊織） | 「本能スピード」                                                                                          | ゲーム『ウマ娘 プリティーダービー』関連曲                                          |
| 5月28日  | You-I Duality | 元宮祭莉（大坪由佳） | 「You-I Duality」                                                                                         | キャラクターCD『ツキウタ。』関連曲                                                 |
| 8月28日  | 3rd EVENT WINNING DREAM STAGE Solo Vocal Tracks Vol.1                                                                          | タイキシャトル（大坪由佳） | 「本能スピード（Game Size）」                                                                             | ゲーム『ウマ娘 プリティーダービー』関連曲                                          |
| 2022年   | | | |                                                                                    |
| 2月9日   | ウマ娘 プリティーダービー WINNING LIVE 03                                                                                      | タイキシャトル（大坪由佳）、ミホノブルボン（長谷川育美）、ライスシャワー（石見舞菜香）、ハルウララ（首藤志奈）、マチカネフクキタル（新田ひより） | 「WINnin' 5 -ウイニング☆ファイヴ-」                                                                       | ゲーム『ウマ娘 プリティーダービー』関連曲                                          |
| 2月9日   | ウマ娘 プリティーダービー WINNING LIVE 03                                                                                      | サイレンススズカ（高野麻里佳）、タイキシャトル（大坪由佳）、アグネスデジタル（鈴木みのり）、ミホノブルボン（長谷川育美）、ライスシャワー（石見舞菜香）、アグネスタキオン（上坂すみれ）、シンコウウインディ（高田憂希）、スマートファルコン（大和田仁美）、ハルウララ（首藤志奈）、マチカネフクキタル（新田ひより）、メジロドーベル（久保田ひかり）、キングヘイロー（佐伯伊織） | 「うまぴょい伝説」                                                                                        | ゲーム『ウマ娘 プリティーダービー』関連曲                                          |
| 2月22日  | ウマ娘 プリティーダービー Solo Vocal Tracks Vol.3 -4th EVENT SPECIAL DREAMERS!!-                                               | タイキシャトル（大坪由佳） | 「Never Looking Back（Game Size）」                                                                       | ゲーム『ウマ娘 プリティーダービー』関連曲                                          |
| 5月25日  | THE IDOLM@STER CINDERELLA GIRLS STARLIGHT MASTER R/LOCK ON! 05 トロピカルガール                                                | 夢見りあむ（星希成奏）、乙倉悠貴（中島由貴）、姫川友紀（杜野まこ）、三村かな子（大坪由佳）、難波笑美（伊達朱里紗） | 「トロピカルガール（M@STER VERSION）」                                                                    | ゲーム『アイドルマスター シンデレラガールズ スターライトステージ』関連曲           |
| 5月25日  | THE IDOLM@STER CINDERELLA GIRLS STARLIGHT MASTER R/LOCK ON! 05 トロピカルガール                                                | 三村かな子（大坪由佳） | 「トロピカルガール（M@STER VERSION）」                                                                    | ゲーム『アイドルマスター シンデレラガールズ スターライトステージ』関連曲           |
| 7月27日  | プリンセスコネクト！Re:Dive PRICONNE CHARACTER SONG 28                                                                         | アンナ（高野麻美）、シノブ（大坪由佳）、カスミ（水瀬いのり） | 「無敵のパイレーツ」                                                                                      | ゲーム『プリンセスコネクト！Re:Dive』挿入歌                                        |
| 7月27日  | プリンセスコネクト！Re:Dive PRICONNE CHARACTER SONG 28                                                                         | シノブ（大坪由佳） | 「無敵のパイレーツ」                                                                                      | ゲーム『プリンセスコネクト！Re:Dive』関連曲                                        |
| 10月4日  | ウマ娘 プリティーダービー Solo Vocal Tracks Vol.5 －4th EVENT SPECIAL DREAMERS!! EXTRA STAGE－                                 | タイキシャトル（大坪由佳） | 「We are DREAMERS!!（Game Size）」 「笑顔の宝物 -Beyond The Future!-（Game Size）」                       | ゲーム『ウマ娘 プリティーダービー』関連曲                                          |
| 12月28日 | ウマ娘 プリティーダービー WINNING LIVE 09                                                                                      | トウカイテイオー（Machico）、オグリキャップ（高柳知葉）、ウオッカ（大橋彩香）、タイキシャトル（大坪由佳）、エルコンドルパサー（髙橋ミナミ）、テイエムオペラオー（徳井青空）、ナリタブライアン（衣川里佳）、エアグルーヴ（青木瑠璃子）、タマモクロス（大空直美）、ビワハヤヒデ（近藤唯）、マヤノトップガン（星谷美緒）、ミホノブルボン（長谷川育美）、イナリワン（井上遥乃）、キタサンブラック（矢野妃菜喜） | 「Ms. VICTORIA」                                                                                          | ゲーム『ウマ娘 プリティーダービー』関連曲                                          |
| 12月28日 | ウマ娘 プリティーダービー WINNING LIVE 09                                                                                      | トウカイテイオー（Machico）、オグリキャップ（高柳知葉）、ウオッカ（大橋彩香）、タイキシャトル（大坪由佳）、エルコンドルパサー（髙橋ミナミ）、テイエムオペラオー（徳井青空）、ナリタブライアン（衣川里佳）、エアグルーヴ（青木瑠璃子）、タマモクロス（大空直美）、ビワハヤヒデ（近藤唯）、マヤノトップガン（星谷美緒）、ミホノブルボン（長谷川育美）、イナリワン（井上遥乃）、スマートファルコン（大和田仁美）、キタサンブラック（矢野妃菜喜）、コパノリッキー（稲垣好）、ホッコータルマエ（菊池紗矢香）、ワンダーアキュート（須藤叶希） | 「うまぴょい伝説」                                                                                        | ゲーム『ウマ娘 プリティーダービー』関連曲                                          |
| 2023年   | | | |                                                                                    |
| 2月8日   | ウマ娘 プリティーダービー WINNING LIVE 10                                                                                      | トウカイテイオー（Machico）、マルゼンスキー（Lynn）、タイキシャトル（大坪由佳）、グラスワンダー（前田玲奈）、メジロライアン（土師亜文）、ナイスネイチャ（前田佳織里）、ダイタクヘリオス（山根綺）、サクラチヨノオー（野口瑠璃子）、ツルマルツヨシ（青山吉能）、ヤマニンゼファー（今泉りおな）、シンボリクリスエス（春川芽生）、タニノギムレット（松岡美里）、ダイイチルビー（礒部花凜）、ケイエスミラクル（佐藤日向） | 「うまぴょい伝説」                                                                                        | ゲーム『ウマ娘 プリティーダービー』関連曲                                          |
| 2月8日   | ウマ娘 プリティーダービー WINNING LIVE 10                                                                                      | トウカイテイオー（Machico）、マルゼンスキー（Lynn）、タイキシャトル（大坪由佳）、グラスワンダー（前田玲奈）、メジロライアン（土師亜文）、ナイスネイチャ（前田佳織里）、サクラチヨノオー（野口瑠璃子）、ツルマルツヨシ（青山吉能） | 「トレセン体操」                                                                                          | ゲーム『ウマ娘 プリティーダービー』関連曲                                          |
| 6月10日  | THE IDOLM@STER CINDERELLA GIRLS 燿城夜祭 -かがやきよまつり- 会場オリジナルCD                                                   | 三村かな子（大坪由佳） | 「Sing the Prologue♪」                                                                                    | Webアニメ『アイドルマスター シンデレラガールズ劇場 Extra Stage』関連曲             |
| 2024年   | | | |                                                                                    |
| 8月31日  | ウマ娘 プリティーダービー Solo Vocal Tracks Vol.10 Twinkle Circle! in HAKODATE                                                 | タイキシャトル（大坪由佳） | 「トレセン音頭（Game Size）」                                                                             | ゲーム『ウマ娘 プリティーダービー』関連曲                                          |

### その他参加楽曲
| 発売日         | 商品名                  | 歌                               | 楽曲                        | 備考                                                         |
| -------------- | ----------------------- | -------------------------------- | --------------------------- | ------------------------------------------------------------ |
| 2012年6月2日   | 元気曜日                | ゆのみ with 東アニ萌7            | 「元気曜日」                | Webラジオ『はみらじ!!』主題歌                                |
| 2013年9月25日  | ふわり☆ぶらんにゅーでい | ゆのみ                           | 「ふわり☆ぶらんにゅーでい」 | Webラジオ『はみらじ!!』主題歌                                |
| 2014年10月29日 | Melty Heart Magic       | ゆのみ                           | 「Melty Heart Magic」       | Webラジオ『はみらじ!!』主題歌                                |
| 2016年11月9日  | 恋と愛のエトセトラ!     | 大坪由佳、清都ありさ、高橋未奈美 | 「恋と愛のエトセトラ!」     | Webラジオ『由佳・ありさ・未奈美のMラジ!!』オープニングテーマ |
| 2016年11月9日  | 恋と愛のエトセトラ!     | 大坪由佳、清都ありさ、高橋未奈美 | 「ファーストメッセージ」    | Webラジオ『由佳・ありさ・未奈美のMラジ!!』エンディングテーマ |
| 2017年3月8日   | キミガール              | ゆのみ                           | 「キミガール」              | Webラジオ『ゆのみのYou kNow Me!!!』オープニングテーマ        |
| 2017年3月8日   | キミガール              | ゆのみ                           | 「You kNow Me!!!」          | Webラジオ『ゆのみのYou kNow Me!!!』関連曲                    |
| 2017年3月8日   | キミガール              | ゆのみ                           | 「雨音につつまれて」        | Webラジオ『ゆのみのYou kNow Me!!!』エンディングテーマ        |

## 書籍
- W×Cast voice actor friends ＜授業篇＞、 ＜放課後篇＞（グライドメディア、2012年10月11日）
- 声優GIRLS U-20 under tewnty（主婦の友社、2013年4月26日）[231]
- 1st写真集「大坪由佳入門。」（学研パブリッシング、2014年8月29日発売）

### シリーズ一覧
1. ↑  第1期（2011年）、第2期『ゆるゆり♪♪』（2012年）、特別編『ゆるゆり なちゅやちゅみ!+』（2015年）、第3期『ゆるゆり さん☆ハイ！』（2015年）
2. ↑  第1期（2012年）、第2期『W』（2013年）
3. ↑  第1期『ちょぼらうにょぽみ劇場 あいまいみー』（2013年）、第2期『あいまいみー -妄想カタストロフ-』（2014年）、第3期『あいまいみー 〜Surgical Friends〜』（2017年）
4. ↑  第1期（2014年）、第2期『新章』（2017年 - 2018年）
5. ↑  1stシーズン（2015年）、2ndシーズン（2015年）
6. ↑  第1期（2017年）、第2期（2017年）、第3期（2018年）、第4期『CLIMAX SEASON』（2019年）
7. ↑  第1期（2020年）、第2期『Season 2』（2022年）
8. ↑  『Wake Up, Girls! 七人のアイドル』（2014年）、『Wake Up, Girls! 青春の影』（2015年）、『Wake Up, Girls! Beyond the Bottom』（2015年）
9. ↑  『中二病でも恋がしたい! Lite』（2012年）、『中二病でも恋がしたい!戀 Lite』（2014年）
10. ↑  『シンデレラガールズ』（2013年 - 2022年）、『スターライトステージ』（2015年 - 2024年）、『ビューイングレボリューション』（2016年）
11. ↑  『艦これ』（2013年 - 2022年）、『艦これ改』（2016年）、『艦これアーケード』（2016年 - 2020年）

### ユニットメンバー
1. 1 2 3 4 5 6  ニャル子（阿澄佳奈）、クー子（松来未祐）、暮井珠緒（大坪由佳）
2. 1 2 3  ニャル子（阿澄佳奈）、八坂真尋（喜多村英梨）、クー子（松来未祐）、ハス太（釘宮理恵）、暮井珠緒（大坪由佳）、余市健彦（羽多野渉）、ルーヒー・ジストーン（國府田マリ子）、八坂頼子（久川綾）
3. ↑  赤座あかり（三上枝織）、歳納京子（大坪由佳）、船見結衣（津田美波）、吉川ちなつ（大久保瑠美）、杉浦綾乃（藤田咲）、池田千歳（豊崎愛生）、大室櫻子（加藤英美里）、古谷向日葵（三森すずこ）、ミラクるん（竹達彩奈）
4. ↑  暮井珠緒（大坪由佳）
5. ↑  島村卯月（大橋彩香）、小日向美穂（津田美波）、三村かな子（大坪由佳）、渋谷凛（福原綾香）、多田李衣菜（青木瑠璃子）、神崎蘭子（内田真礼）、本田未央（原紗友里）、城ヶ崎美嘉（佳村はるか）、城ヶ崎莉嘉（山本希望）
6. ↑  島村卯月（大橋彩香）、小日向美穂（津田美波）、三村かな子（大坪由佳）
7. ↑  萩原さくら（竹達彩奈）、宮澤エレナ（阿澄佳奈）、菅野七海（大坪由佳）、望月悠歩（伊藤美来）、早瀬愛華（雨宮天）
8. 1 2  正岡小豆（大坪由佳）、小林抹茶（大橋彩香）
9. ↑  吉岡茉祐、加藤英美里、大坪由佳、津田美波
10. 1 2  大坪由佳、加藤英美里、津田美波、福原香織、山本希望、明坂聡美、安野希世乃
11. 1 2  諏訪彩花、金元寿子、南條愛乃、浅倉杏美、内村史子、内田愛美、三澤紗千香、大坪由佳、荒川美穂、佳村はるか、安済知佳、沼倉愛美、山田悠希
12. ↑  林檎（三上枝織）、水花（三森すずこ）、栗（大久保瑠美）、花梨（大坪由佳）
13. 1 2 3  関谷なる（上田麗奈）、笹目ヤヤ（奥野香耶）、ハナ・N・フォンテーンスタンド（田中美海）、西御門多美（大坪由佳）、常盤真智（沼倉愛美）
14. 1 2 3  島村卯月（大橋彩香）、渋谷凛（福原綾香）、本田未央（原紗友里）、双葉杏（五十嵐裕美）、三村かな子（大坪由佳）、城ヶ崎莉嘉（山本希望）、神崎蘭子（内田真礼）、前川みく（高森奈津美）、諸星きらり（松嵜麗）、多田李衣菜（青木瑠璃子）、赤城みりあ（黒沢ともよ）、新田美波（洲崎綾）、緒方智絵里（大空直美）、アナスタシア（上坂すみれ）
15. 1 2 3 4  双葉杏（五十嵐裕美）、三村かな子（大坪由佳）、緒方智絵里（大空直美）
16. ↑  相模あすか（竹達彩奈）、紫陽たまお（東山奈央）、北里まひろ（内田真礼）、弥栄はな（洲崎綾）、上溝このみ（石上静香）、寸沢嵐ちさと（三上枝織）、新磯じゅんこ（山本希望）、小田相かりん（大空直美）、光ヶ丘ゆい（佐倉綾音）、鵜野森かえで（大坪由佳）、桜台ひなの（初原千絵）、作ノ口めぐみ（豊田萌絵）、田名みずき（優木かな）、藤野ちえ（杉田菜摘）、小倉ひかり（一ノ宮しずか）、小田相ゆず（阿東せれな）
17. ↑  大坪由佳、加藤英美里、津田美波、福原香織
18. ↑  村川梨衣、大坪由佳
19. ↑  大坪由佳、安済知佳、高野麻里佳、甘束まお
20. ↑  神田美緒（大坪由佳）、豪徳寺京子（安済知佳）、桃井麗花（高井舞香）、大森杏（田中美海）、綾瀬ひかり（吉岡麻耶）、千早エリ（久保田未夢）
21. ↑  赤座あかり（三上枝織）、歳納京子（大坪由佳）、船見結衣（津田美波）、吉川ちなつ（大久保瑠美）、杉浦綾乃（藤田咲）、池田千歳（豊崎愛生）、大室櫻子（加藤英美里）、古谷向日葵（三森すずこ）
22. ↑  ミレイ（中村繪里子）、スイートP（新田恵海）、ソーン（大坪由佳）
23. ↑  相模あすか（竹達彩奈）、紫陽たまお（東山奈央）、北里まひろ（内田真礼）、弥栄はな（洲崎綾）、上溝このみ（石上静香）、寸沢嵐ちさと（三上枝織）、新磯じゅんこ（山本希望）、小田相かりん（大空直美）、光ヶ丘ゆい（佐倉綾音）、鵜野森かえで（大坪由佳）、桜台ひなの（咲々木瞳）、作ノ口めぐみ（豊田萌絵）、田名みずき（優木かな）、藤野ちえ（小林可奈）、小倉ひかり（立花芽恵夢）、小田相ゆず（長縄まりあ）
24. ↑  ミレイ（中村繪里子）、スイートP（新田恵海）、ソーン（大坪由佳）、梔子（茜屋日海夏）
25. ↑  いわきあろは（大坪由佳）、定山渓泉美（小野早稀）、万座千斗星（井澤美香子）
26. ↑  照瀬結乃（佐藤利奈）、姫川瑞希（石上静香）、元宮祭莉（大坪由佳）、朝霧あかね（福原香織）、伊地崎麗奈（黒沢ともよ）、天童院椿（上坂すみれ）
27. 1 2 3  荒川美穂、大坪由佳、山本希望